# Qiwang Sudorientale
Il Qiwang Sudorientale (西南棋王赛S, Xīnán Qíwáng SàiP), noto anche come Xinan Wang, è una competizione di Go cinese. Non va confuso con il Qiwang.

## Formato
La competizione è un torneo a eliminazione diretta per 16 giocatori. Si gioca con tempi ridotti: ogni goista non ha un tempo principale e cinque periodi di byoyomi di 40 secondi, a partire dal 22° Qiwang Sudorientale del 2023. In precedenza, nel 2021 e prima, ogni goista aveva 30 secondi per giocare ogni mossa, oltre a dieci periodi extra di 60 secondi.
A partire dal 2023, il premio per il vincitore è di 250.000 RMB e quello per il secondo classificato è di 120.000 RMB. Questo è stato aumentato rispetto al 2019, quando il montepremi era rispettivamente di 160.000 RMB e 80.000 RMB.

## Palmarès
| Edizione | Anno | Vincitore    | Finalista    |
| -------- | ---- | ------------ | ------------ |
| 1        | 2002 | Yang Yi      | Ding Wei     |
| 2        | 2003 | Gu Li        | Ding Wei     |
| 3        | 2004 | Zhou Heyang  | Gu Li        |
| 4        | 2005 | Wang Lei     | Zhu Yuanhao  |
| 5        | 2006 | Wang Lei     | Wang Xi      |
| 6        | 2007 | Gu Lingyi    | Yang Yi      |
| 7        | 2008 | Gu Lingyi    | Li Jie       |
| 8        | 2009 | Gu Lingyi    | Gu Li        |
| 9        | 2010 | Wang Xi      | Piao Wenyao  |
| 10       | 2011 | Gu Lingyi    | Dang Yifei   |
| 11       | 2012 | Piao Wenyao  | Peng Liyao   |
| 12       | 2013 | Xie He       | Gu Li        |
| 13       | 2014 | Tang Weixing | Chang Hao    |
| 14       | 2015 | Tang Weixing | Shi Yue      |
| 15       | 2016 | Yang Dingxin | Tao Xinran   |
| 16       | 2017 | Yang Dingxin | Tan Xiao     |
| 17       | 2018 | Mi Yuting    | Tang Weixing |
| 18       | 2019 | Ke Jie       | Dang Yifei   |
| 19       | 2020 | Mi Yuting    | Tuo Jiaxi    |
| 20       | 2021 | Yang Dingxin | Mi Yuting    |
| 21       | 2022 | Ke Jie       | Tang Weixing |
| 22       | 2023 | Fan Tingyu   | Tang Weixing |
| 23       | 2024 | Fan Tingyu   | Ke Jie       |
| 24       | 2025 | Gu Zihao     | Ding Hao     |